# Trebandad skogssångare
Trebandad skogssångare (Basileuterus trifasciatus) är en fågel i familjen skogssångare inom ordningen tättingar.

## Utseende
Trebandad skogssångare är en liten skogssångare med gul kropp och gråaktig huvud kraftigt tecknat med mörka längsgående hjässband. Jämfört med ecuadorskogssångaren saknar den ett svart centralt hjässband och vita "strålkastare". Den är vidare gråare på huvud och nacke än trestrimmig skogssångare, saknar gult i hjässan och har något blekare och mindre utbredda ansiktsteckningar.

## Utbredning och systematik
Trebandad skogssångare förekommer i Anderna och delas in i två underarter med följande utbredning:
- nitidior – sydvästra Ecuador (El Oro och Loja) till nordvästra Peru (Tumbes)
- trifasciatus – nordvästra Peru (Piura, Cajamarca, Lambayeque, La Libertad)

## Levnadssätt
Trebandad skogssångare hittas i både torra och fuktiga skogar. Där ses den aktivt fladdrande bland grenarna.

## Status
Trots det begränsade utbredningsområdet och att den tros minska i antal anses beståndet vara livskraftigt av internationella naturvårdsunionen IUCN.